# Сыргалым
«Сыргалым» (каз. Сырғалым) — казахстанский телесериал, транслируемый каналом РТРК "Казахстан". Авторы сценария Рашид Сулейменов, Светлана Петрийчук, Альбина Ахметова, Константин Козлов, Оксана Бондаренко.
Премьера пилотного эпизода состоялась 15 января 2014 года с рекордными для канала рейтингами. 7 апреля 2014 года, после первого сезон состоящий из 48 эпизодов, телеканал продлил сериал на второй сезон. Режиссёром и оператором-постановщиком проекта выступил известный российский специалист Дмитрий Коробкин.

## Сюжет
Сериал рассказывает о жизни обычной казахской семьи, в налаженный быт которой врываются перемены в лице приехавшей из аула дочери старинного друга отца семейства. Трое сыновей, у каждого из которых есть свое дело, а у некоторых даже семьи, поначалу воспринимают девушку из аула скептически. Но потом старший начинает опекать аульчанку, средний влюбляется в неё, а младший пытается выжить из дома…

## В ролях
- Жулдыз Маханова — Сыргалым Омарова/главная роль
- Алишер Ауэзов — Санжар Атабаев/младший сын
- Омар Кикимов — Жанторе Атабаев/глава семейства
- Калампыр Айсангалиева — Кунсулу Атабаева/жена Жанторе
- Алихан Идришева — Акгуль Атабаева, Акгуль апа/домработница
- Жандарбек Садырбаев — Кайсар Атабаев/старший сын
- Айгерим Айдар — Дина/жена Кайсара
- Олжас Нурбаев — Данияр/друг Санжара
- Ернар Жуматаев — Айдар Атабаев/средний сын
- Жанель Бейскожаева — Куралай/жена Айдара
- Динара Абдуллина — дочь Бакытжана и Сауле/невеста Санжара

## Награды и номинации
- Конкурс «Жыл тандауы» — Лучший сериал 2014 года (награждён)[1].
- Конкурс «Жыл тандауы» — Жулдыз Маханова, Лучшая актриса 2014 года (номинация)[1].

## Трансляции
- После успешного показа сериала в Казахстане, продукция вызвала живой интерес зарубежных дистрибьюторов. Права на показ художественного сериала «Сырғалым» были реализованы в странах ближнего и дальнего зарубежье (РФ, Татарстан, США, Кипр, Словения).
- С 1 февраля началось трансляция сериала на татарском телеканале «ТНВ-Планета».